# ريتشارد بي. ماكويد جونيور
ريتشارد بي. ماكويد جونيور (بالإنجليزية: Richard B. McQuade Jr.)‏ هو محامي وقاضي أمريكي، ولد في 7 أبريل 1940 في توليدو في الولايات المتحدة.